# Budapest-Marathon
Der Budapest-Marathon (offizielle Bezeichnung Spar Budapest International Marathon nach dem Sponsor Spar) ist ein Marathon, der seit 1984 in Budapest stattfindet und zu den teilnehmerstärksten in Europa zählt. Zum Programm gehört auch eine Vierer-Marathon-Stafette Ekiden. Darüber hinaus werden ein 30-km-Lauf, der bei km 12,195 der Marathonstrecke beginnt, sowie Läufe über 7 km (Minimarathon), 2,7 km (Fun Run) und 600 m (Family Run) angeboten.

## Geschichte
Seit 1961 wurden in Budapest jährlich im Herbst Marathons ausgetragen, die jedoch nur Eliteläufern offenstanden. 1984 wurde daher die jetzige Veranstaltung mit dem Sponsor IBUSZ ins Leben gerufen, die sich auch an Breitensportler richtete. Im darauffolgenden Jahr gelang es, das Stadtzentrum in den Kurs einzubeziehen, und 1987 wurde der Budapest-Marathon als erste osteuropäische Veranstaltung Mitglied der Association of International Marathons and Distance Races (AIMS). Während der Herbstmarathon nach 1990 eingestellt wurde, florierte die neue Veranstaltung weiterhin, geriet jedoch, nachdem 1993 Mars als Titelsponsor IBUSZ ersetzt hatte, in finanzielle Schwierigkeiten, so dass sie 1994 und 1995 pausierte. Mit Kaiser’s-Plus als neuem Sponsor wurde der Lauf 1996 fortgeführt, von nun an mit einem herbstlichen Termin. 1998 wurde erstmals die ungarische Meisterschaft in das Rennen integriert. Mit der Übernahme der ungarischen Plus-Märkte durch die Spar Österreichische Warenhandels-AG 2008 änderte sich der offizielle Name der Veranstaltung.

## Strecke
Der Start ist auf dem Heldenplatz. Zunächst geht es auf der Andrássy út in die Innenstadt von Pest. Nachdem man die Oper und die St.-Stephans-Basilika passiert hat, erreicht man die Donau auf der Höhe der Elisabethbrücke. Nun folgt man der Donau stromaufwärts, vorbei an der Ungarischen Akademie der Wissenschaften den Schuhen am Donauufer und dem Parlamentsgebäude zur  Margaretenbrücke. Über diese wechselt man auf die Margareteninsel, die man in ihrer Länge durchläuft und über die Árpádbrücke wieder verlässt. Stromabwärts gelangt man auf dem linken Donauufer zurück zur Margaretenbrücke, läuft das zuvor passierte Stück in umgekehrter Richtung und wechselt weiter südlich auf der Petőfibrücke auf das rechte Donauufer nach Buda. Eine Wendepunktstrecke von ca. fünf Kilometern, die vorwiegend in Richtung Süden führt, wird absolviert, bevor es über die Petőfibrücke auf die Pester Seite zurückgeht und erneut an der Donau entlang bis zur Höhe der Margaretenbrücke gelaufen wird. Nach einer weiteren Kehrtwendung biegt man am Parlamentsgebäude westlich ab. Der Kurs beschreibt nun einen Bogen, der am Westbahnhof vorbeiführt und sich dem Startbereich von Nordwesten nähert. Eineinhalb Kilometer vor dem Ziel biegt die Strecke am Szépművészeti Múzeum ins Stadtwäldchen ab, wo sich das Ziel auf der Olof-Palme-Promenade unweit des Zeitrads befindet.

## Statistik

### Streckenrekorde
- Männer: 2:15:04 h, Zoltán Kiss (HUN), 1984
- Frauen: 2:37:50 h, Simona Staicu (HUN), 2010

### Siegerliste
| Datum         | Männer                      | Zeit (Std.) | Frauen                          | Zeit (Std.) |
| ------------- | --------------------------- | ----------- | ------------------------------- | ----------- |
| 14. Apr. 1984 | Zoltán Kiss (HUN)           | 2:15:04     | Antónia Ladányi-Schaffner (HUN) | 2:40:10     |
| 11. Mai 1985  | Jiří Sýkora (TCH)           | 2:18:31     | Katalin Cseh (HUN)              | 2:58:09     |
| 20. Apr. 1986 | Sándor Szendrei (HUN)       | 2:16:18     | Ágota Farkas (HUN)              | 2:47:10     |
| 26. Apr. 1987 | Karel David (TCH)           | 2:21:15     | Anikó Joó (HUN)                 | 2:53:56     |
| 24. Apr. 1988 | Radamés González (CUB)      | 2:15:28     | Ágota Farkas -2-                | 2:42:56     |
| 23. Apr. 1989 | János Szemán (HUN)          | 2:27:16     | Márta Vass (HUN)                | 3:05:48     |
| 13. Mai 1990  | Zoltán Gergely (HUN)        | 2:19:55     | Ágota Farkas -3-                | 2:58:25     |
| 12. Mai 1991  | Wadim Sidorow (URS)         | 2:23:12     | Anna Bidsilja (URS)             | 2:48:46     |
| 10. Mai 1992  | Géza Farkas (HUN)           | 2:22:07     | Márta Vass -2-                  | 3:00:08     |
| 9. Mai 1993   | Tibor Bárdos (HUN)          | 2:25:26     | Sofia Sotiriadou (GRE)          | 2:54:56     |
| 6. Okt. 1996  | Endre Laczfi (HUN)          | 2:19:50     | Erika Csomor (HUN)              | 2:56:27     |
| 5. Okt. 1997  | Márton Lajtos (HUN)         | 2:22:02     | Éva Nagy-Petrik (HUN)           | 2:46:17     |
| 4. Okt. 1998  | Gergely Rezessy (HUN)       | 2:15:38     | Judit Földingné Nagy (HUN)      | 2:40:09     |
| 3. Okt. 1999  | Gergely Rezessy -2-         | 2:19:29     | Erika Csomor -2-                | 2:44:35     |
| 1. Okt. 2000  | Mykola Rudyk (UKR)          | 2:19:32     | Erika Csomor -3-                | 2:41:57     |
| 30. Sep. 2001 | Tolosa Gebre (ETH)          | 2:18:45     | Judit Földingné Nagy -2-        | 2:39:04     |
| 29. Sep. 2002 | Gergely Rezessy -3-         | 2:18:41     | Ida Kovács (HUN)                | 2:38:18     |
| 28. Sep. 2003 | László Nagy (HUN)           | 2:24:39     | Judit Földingné Nagy -3-        | 2:41:56     |
| 3. Okt. 2004  | Jackton Odhiambo (KEN)      | 2:24:17     | Simona Staicu (HUN)             | 2:38:17     |
| 2. Okt. 2005  | Jackton Odhiambo -2-        | 2:22:03     | Katalin Farkas (HUN)            | 2:49:31     |
| 15. Okt. 2006 | Tamás Tóth (HUN)            | 2:24:29     | Judit Földingné Nagy -4-        | 2:59:15     |
| 30. Sep. 2007 | Tamás Tóth -2-              | 2:24:40     | Judit Földingné Nagy -5-        | 2:47:10     |
| 5. Okt. 2008  | Gergely Rezessy -4-         | 2:24:21     | Judit Földingné Nagy -6-        | 2:45:32     |
| 4. Okt. 2009  | Moses Chepkwony (KEN)       | 2:25:18     | Andrea Szederkényi-Takács (HUN) | 2:44:34     |
| 26. Sep. 2010 | Ashenafi Erkolo (ETH)       | 2:23:14     | Simona Staicu -2-               | 2:37:50     |
| 2. Okt. 2011  | Elisha Kiprotich Sawe (ETH) | 2:25:58     | Judit Földingné Nagy -7-        | 2:54:47     |
| 7. Okt. 2012  | Gábor Józsa (HUN)           | 2:21:08     | Tímea Krisztina Merényi (HUN)   | 2:49:30     |
| 13. Okt. 2013 | Gábor Józsa -2-             | 2:22:58     | Simona Staicu -3-               | 2:42:26     |
| 11. Okt. 2014 | Tamás János Nagy (HUN)      | 2:27:14     | Simona Juhász-Staicu -4-        | 2:51:08     |
| 11. Okt. 2015 | Daniel Soos (HUN)           | 2:25:21     | Tímea Krisztina Merényi -2-     | 2:45:11     |
| 9. Okt. 2016  | Gábor Józsa -3-             | 2:22:39     | Simona Staicu -5-               | 2:50:30     |

### Entwicklung der Finisherzahlen
| Jahr | Marathon | davon Frauen | 30 km | davon Frauen | 7,5 km | davon Frauen |
| ---- | -------- | ------------ | ----- | ------------ | ------ | ------------ |
| 1984 | 0650     | 025          | ---   | ---          | ---    | ---          |
| 1985 | 0739     | 025          | ---   | ---          | ---    | ---          |
| 1986 | 0889     | 039          | ---   | ---          | ---    | ---          |
| 1987 | 1230     | 064          | ---   | ---          | ---    | ---          |
| 1988 | 1097     | 048          | ---   | ---          | ---    | ---          |
| 1989 | 0676     | 023          | ---   | ---          | ---    | ---          |
| 1990 | 1000     | 036          | ---   | ---          | ---    | ---          |
| 1991 | 0996     | 051          | ---   | ---          | ---    | ---          |
| 1992 | 0879     | 042          | ---   | ---          | ---    | ---          |
| 1993 | 0958     | 058          | ---   | ---          | ---    | ---          |
| 1996 | 0738     | 058          | ---   | ---          | ---    | ---          |
| 1997 | 1068     | 099          | ---   | ---          | ---    | ---          |
| 1998 | 1407     | 140          | ---   | ---          | ---    | ---          |
| 1999 | 1838     | 212          | ---   | ---          | ---    | ---          |
| 2000 | 2444     | 347          | ---   | ---          | ---    | ---          |
| 2001 | 2089     | 293          | ---   | ---          | ---    | ---          |
| 2002 | 2097     | 311          | ---   | ---          | ---    | ---          |
| 2003 | 2234     | 370          | ---   | ---          | ---    | ---          |
| 2004 | 2273     | 384          | ---   | ---          | ---    | ---          |
| 2005 | 2792     | 495          | ---   | ---          | ---    | ---          |
| 2006 | 1619     | 270          | 249   | 072          | ---    | ---          |
| 2007 | 2577     | 517          | 395   | 141          | ---    | ---          |
| 2008 | 2598     | 475          | 449   | 161          | ---    | ---          |
| 2009 | 2388     | 426          | 416   | 145          | 1441   | 684          |
| 2010 | 2658     | 479          | 491   | 166          | 1449   | 708          |